# Zalán Vancsa
Zalán Vancsa, né le 27 octobre 2004 à Budapest en Hongrie, est un footballeur international hongrois qui joue au poste d'ailier au Lommel SK.

## Biographie
Né à Budapest, Zalán est le fils de Miklós Vancsa, ancien footballeur professionnel ayant notamment joué pour le MTK Hungária, étant ensuite devenu formateur au Vasas SC, deux clubs par lesquels passera également le jeune Zalán.

### Carrière en club
Zalán Vancsa rejoint très tôt le centre de formation du Ferencváros, avant de passer en 2015 par l'autre club historique de la capitale, le MTK. Lors de la saison 2019-2020 il connait un passage au Vasas SC, avant de revenir au MTK, où il va cette fois se rapprocher de l'effectif professionnel,.
Vancsa fait ainsi ses débuts en équipe première du MTK Budapest le 24 avril 2021, lors d'une victoire 3-1 en championnat chez le Újpes FC, ce qui fait de lui le deuxième plus jeune joueur de l'histoire du club centenaire.
Et c'est contre ce même club qu'il va marquer son premier but la saison suivante, le 22 août 2021, devenant alors le plus jeune buteur de l'histoire du club, et le sixième plus jeune du championnat hongrois, dépassant l'âge de l'idole nationale Ferenc Puskás de seulement un mois,,.
Lors de cette saison 2021-22, il s'illustre également en UEFA Youth League, auteur de 5 buts et 2 passes décisives en 4 matchs, notamment lors de la double confrontation victorieuse face aux champions tchèques du Sparta Prague,,,.
Ayant entretemps rejoint la prestigieuse agence ICM Stellar, — qui compte dans ses rangs des joueurs comme Camavinga, Bale ou Grealish — Zalán Vancsa est transféré au club de Lommel en janvier 2022, pour une somme estimée à 4,2 millions de livres, ce qui en ferait le plus gros transfert jamais effectué par un club hongrois,,. Il signe alors pour la filiale belge du City Group avec la perspective d'évoluer plus tard à Manchester City, restant dans un premier temps en prêt dans son club de Budapest,.

### Carrière en sélection
International hongrois dès les moins de 16 ans — avec lesquels il est notamment buteur lors d'une victoire 2-0 contre la Slovénie en 2019 — il connait aussi une sélection avec les moins de 17 ans, auteur d'un doublé et une passe décisive lors d'un match amical face à la Serbie en mars 2021,, alors que le covid avait empêché la tenue des plupart des rencontres internationales junior lors des 12 derniers mois.
Intégrant les moins de 19 ans dès début 2022, il est l'auteur d'un doublé le 1er février 2022, lors de ses débuts avec la sélection ; une rencontre amicale face à la Bosnie-Herzégovine, qui se solde par une large victoire 6-2. Il s'illustre encore ensuite lors des éliminatoires du championnat d'Europe en mars 2022, effectuant deux passes décisives et provoquant le penalty qui permet d'ouvrir le score lors de la victoire 3-0 contre l'Écosse d'Alex Lowry, Dane Murray, Kerr Smith (en) et Liam Smith, qui avait pourtant battu la Turquie au tour précédant,.
Appelé en équipe senior par Marco Rossi pour la première fois en mai 2022, alors qu'une convocation en espoirs était pressentie,,, Vancsa fait ses débuts avec la sélection hongroise le 7 juin 2022, entrant en jeu lors de la défaite 2-1 contre l'Italie en Ligue des nations,.

## Style de jeu
Vancsa est un ailier droitier, qui joue principalement à gauche de l'attaque lors de ses débuts au MTK, mais qui peut également évoluer à droite ou comme avant-centre,. Il est décrit par l'entraineur de ses débuts Michael Boris (en) comme un joueur apide, avec une excellente technique, mais qui sait également faire preuve de réalisme face au but, n'hésitant pas à terminer ses actions avec une passe clé ou un tir.